# Hermann Ebel (Maler)
Hermann Ebel (* 1713 in Rüsselsheim; † 1. Oktober 1781 in Frankfurt am Main) war ein deutscher Maler. Er soll auch Miniaturen angefertigt haben.

## Leben
Neun Jahre war Ebel Schüler und Gehilfe des Malers Johann Christian Fiedler in Darmstadt. Anschließend wechselte er nach München in das Atelier es Portraitmalers George Desmarées, dessen Gehilfe er für fast 40 Jahre wurde und den er auf vielen Studienreisen begleitete. Für Desmarées führte er die Gewandpartien auf dessen Bildern aus. Als Desmarées Anfang Oktober 1746 starb, löste Ebel das Atelier in München auf und ließ sich in Frankfurt als freischaffender Maler unter anderem von Portraitminiaturen nieder.